# Cyclopina exigua
Cyclopina exigua – gatunek widłonoga z rodziny Cyclopinidae. Nazwa naukowa tego gatunku skorupiaków została opublikowana w 1974 roku przez biologa Hansa-Volkmara Herbsta.